# Wiener Schiedsspruch
Der Wiener Schiedsspruch, auch Wiener Diktat genannt, sind zwei Schiedssprüche, bei denen Schiedsrichter des nationalsozialistischen Deutschen Reichs und des faschistischen Italiens die Gebietsansprüche des revisionistischen Ungarn unter Reichsverweser Miklós Horthy an seine Nachbarn auf friedlichem Wege durchzusetzen versuchten. Sie ermöglichten es Ungarn, Gebiete in der heutigen Slowakei, Ukraine und Rumänien friedlich zu besetzen, die Ungarn 1920 mit dem Friedensvertrag von Trianon im Rahmen der Auflösung Österreich-Ungarns nach dem Ersten Weltkrieg verloren und seitdem immer zurückzugewinnen versucht hatte.

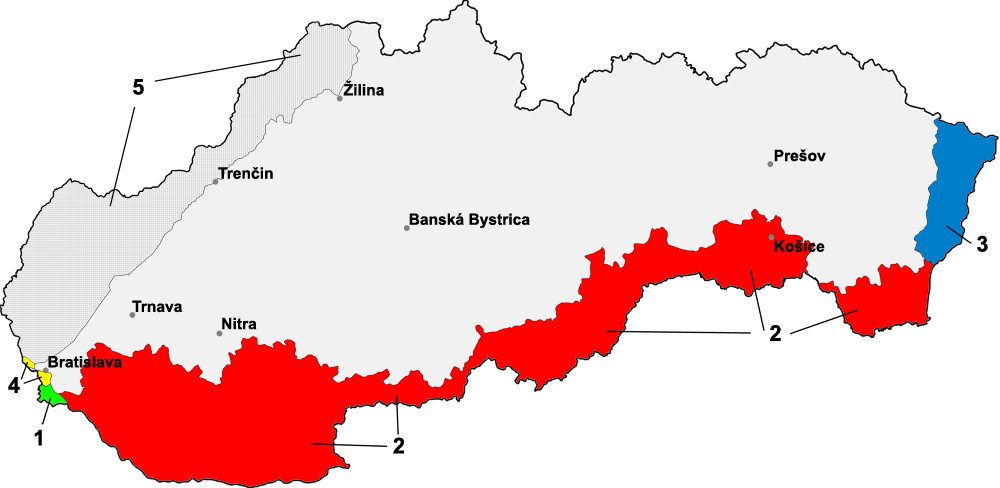
An Ungarn abgetretene Gebiete der heutigen Slowakei

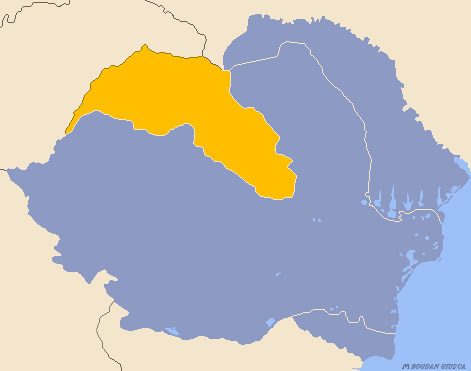
Nordsiebenbürgen, von Ungarn annektiert

## Erster Wiener Schiedsspruch
Der Erste Wiener Schiedsspruch war das Ergebnis der Wiener Arbitrage vom 2. November 1938 im Wiener Belvedere, in dem Gebiete mit ungarischer Bevölkerungsmehrheit in der Südslowakei und in der Karpatenukraine von der Tschechoslowakei abgetrennt und Ungarn zugesprochen wurden.

## Zweiter Wiener Schiedsspruch
1940 erhielt Ungarn von Rumänien auf deutschen Druck einen Abschnitt des nördlichen Siebenbürgen sowie die Kreise Szatmár/Satu Mare und Máramaros/Maramureș zugesprochen, um die magyarischen Szekler in das ungarische Staatsgebiet integrieren zu können.

## Nachwirkungen
Ungarn musste jedoch diese Gebiete 1947 wieder abtreten, nachdem es sich (wie auch Rumänien) 1941 an deutscher Seite am Angriff auf die Sowjetunion beteiligt hatte und zu den Kriegsverlierern gehörte. Beide Maßnahmen wurden schon während des Krieges von den Alliierten als nichtig erklärt, und bei der Pariser Friedenskonferenz 1946 förmlich annulliert.
Die Gebiete des ersten Schiedsspruches gehören heute zur Slowakei, in der die Magyaren bis heute knapp 10 % der Bevölkerung ausmachen. Dabei kam es in der Tschechoslowakei zu Repressalien gegen die Magyaren, es war sogar eine Totalvertreibung wie bei den deutschsprachigen Minderheiten angedacht. Als Notlösung vereinbarten die kommunistischen Führungen der Tschechoslowakei wie auch Ungarns im Februar 1946 einen Bevölkerungsaustausch. Dabei wurden bilateral etwa 70.000 Menschen umgesiedelt. Die Minderheitenfrage dort ist bis in das 21. Jahrhundert –  wie auch für die Slowaken in Ungarn –  nicht konfliktfrei. 
Auch in Siebenbürgen kam es neben der Deutschenvertreibung zu revanchistischen Übergriffen gegen ungarische Einwohner.